# Opera Mini
Opera Mini — популярный браузер для мобильных устройств (мобильные телефоны, смартфоны, КПК), упрощённая версия Opera Mobile. 
Создан на базе J2ME (также существуют нативные версии программы для Symbian, Android, iOS, Bada, Windows Mobile и MeeGo, не требующие J2ME), выпущен в конце 2005 года. Работает через прокси-сервер компании Opera Software.
Браузер распространяется бесплатно.
На октябрь 2012 года у Opera Mini с Opera Mobile всего зарегистрировано более ▲215 миллионов пользователей, из них — около 193 миллионов пользователей Opera Mini.
На бадафонах Samsung с версией Bada ниже 2.0 работает версия Opera Mini для Java, но с наэкранными кнопками.

## История
Изначально Opera Mini была создана для мобильных телефонов, не способных запускать веб-браузеры. Как пилотный проект Opera Mini была выпущена 10 августа 2005 года в сотрудничестве с норвежской телевизионной станцией «TV 2». Тогда браузер был доступен только для клиентов телекомпании.
Бета-версия была выпущена в Швеции, Дании, Норвегии и Финляндии 20 октября 2005 года. Финальная версия вышла в Германии 10 ноября 2005 года и посредством сайта «Opera Mini» браузер появился во всех странах в декабре того же года. Официальный релиз браузера во всём мире состоялся 24 января 2006 года.
3 мая 2006 года была выпущена Opera Mini 2.0. Появилась возможность скачивать файлы, новый Скин, функция быстрого набора, новые поисковые системы, улучшена навигация.
1 ноября 2006 года вышла Opera Mini 3 beta. В этой версии появились возможность подписки и предпросмотра RSS-лент, загрузки фотографий, сделанные мобильным устройством, и содержание складывающихся в свой перечень функций и возможностей.Вторая бета-версия была выпущена 22 ноября. Она была переведена на многие языки (ранее только английский), поддержка RTSP, а 28 ноября вышла финальная версия Opera Mini 3. Эта версия стала быстрее и безопаснее предыдущих.
7 ноября 2007 года в свет была выпущена Opera Mini 4. По словам Йохана Шона (Johan Schön), технического директора по развитию Opera Mini, весь код был переписан. Opera Mini 4 использовал движок Presto 2.1 и включал в себя возможность полноценного просмотра веб-страниц благодаря функциям Обзор/Overview, Масштабирование/Zooming и Альбомный вид/Landscape view. В режиме Overview можно просматривать страницу, используя курсор мыши,. С помощью курсора можно увеличить отдельный фрагмент страницы (аналогично возможности браузера Nintendo DS). В режиме Landscape view все элементы экрана будут повёрнуты на 90°. Также доступна синхронизация данных с настольной версией браузера Opera с помощью Opera Link.
До Opera Mini 4 у браузера было две версии:
- Opera Mini для телефонов с высоким уровнем памяти MIDP 2;
- Opera Mini для телефонов с низким уровнем памяти MIDP 1[14].

Opera Mini 4 предназначена для первой группы телефонов, а Opera Mini 3 по-прежнему используется телефонами из второй группы.
В Opera Mini 4.1 beta, использующееся в мобильных устройствах с поддержкой в java-доступа к файловой системе, закачка может осуществляться средствами самого браузера Opera Mini. Как правило, возможна загрузка файлов, тип которых поддерживается мобильным устройством.
Изначально, поисковая система Google была установлена в Opera Mini по умолчанию, но 8 января 2007 года, Opera Software и Yahoo! объявили о сотрудничестве и намерении сделать Yahoo! поисковой системой по умолчанию взамен Google. 27 февраля 2008 года Opera Software объявила о том, что в Opera Mini и Opera Mobile будут использовать по умолчанию Google. Это вызвано жалобами пользователей по поводу сложности системы Yahoo! и простоте в использовании Google.
С 13 мая 2008 года в русскоязычной версии Opera Mini в качестве поисковой системы по умолчанию используется Яндекс.
16 сентября 2009 года состоялся выпуск Opera Mini 5 beta. Браузер использует движок Presto 2.2.0. Из нововведений стоит отметить полностью переделанный интерфейс, в том числе появление вкладок, Speed Dial перестал быть просто списком ссылок и теперь представляет собою 9 фреймов (как и в Opera Desktop), полноценный менеджер паролей, появление внутреннего буфера обмена. Кроме того, Opera Mini 5 beta является первым мобильным браузером, интерфейс которого приспособлен как для телефонов, так и для устройств с сенсорным экраном (появление собственной виртуальной клавиатуры). Минусами этой сборки является временное отсутствие таких функций, как Opera Link, менеджера закачек и новостного клиента, отсутствие многих, привычных пользователям версии 4.2, быстрых комбинаций клавиш. Весь интерфейс браузера только на английском, из-за чего невозможно набирать текст на виртуальной клавиатуре на другом языке, более жёсткие требования к ресурсам устройства, в том числе появление предупреждения, что браузер может некорректно работать на устройствах с разрешением экрана менее 240x320 px.
2 декабря 2009 года была выпущена Opera Mini 5 beta 2, в которой появились такие функции как менеджер закачек, синхронизация через Opera Link, а также прогрессивная загрузка, работающая только при использовании Socket протокола, которая подразумевает поэтапную загрузку страниц.
4 марта 2010 года была выпущена нативная версия Opera Mini 5 beta 2 для Windows Mobile 5.0/6 (включая смартфонные версии). Используются те же возможности, что и beta 2 для J2ME, но отсутствует возможность отключать прямое редактирование в формах (inline editing), что образовывает некоторые трудности при наборе текста.
11 марта 2010 года вышла нативная версия для устройств под управлением ОС Google Android. Используются те же возможности, что и beta 2 для J2ME, но доступно только оформление для управления касанием (все Android-устройства де-факто имеют сенсорные экраны). Браузер доступен для скачивания в Android Market.
16 марта 2010 года вышла финальная версия Opera Mini 5 для платформы J2ME (сотовые телефоны). Немного был изменён экран быстрого запуска — появились две ссылки («Посоветовать другу», «Live Scores»), для устройств с «альбомной» ориентацией дисплея кнопки быстрого запуска расположены горизонтально в два ряда. Версии для Windows Mobile и Android всё ещё находятся в стадии бета-тестирования.
8 июля 2010 года вышла Opera Mini 5.1 для J2ME. Главной особенностью версии является поддержка телефонов с малыми разрешениями экранов (128x160, 176x220 и т. п.). Кроме того оптимизировано потребление оперативной памяти телефонов. 14 июля обновление затронуло и Android-версию браузера. В нём появилась поддержка экранов с большим разрешением и улучшено отображение текста при масштабировании.
9 сентября 2010 года вышла стабильная версия Opera Mini 5.1 (минуя 5.0) для платформ Windows Mobile 2003 SE, 5.x и 6.x (сенсорных и несенсорных) по прошествии шести месяцев после выхода бета-версии на этих ОС. Проблемы ввода, присутствовавшие в тестовой версии, были устранены. В дополнение функциям Opera Mini 5.1 для J2ME появились возможности назначения браузера основным обозревателем Интернета, работоспособности на устройствах с большими экранами, поддержки акселерометра (авторазворот экрана), улучшенного рендеринга страниц и шрифтов и расширенных настроек для опытных пользователей.
22 марта 2011 года вышла стабильная версия Opera Mini 6 для платформ Android, BlackBerry OS, Symbian, а также версия для J2ME. Была улучшена работа масштабирования растягиванием, добавлена кнопка «Поделиться», доработан пользовательский интерфейс, а также выпущена специальная версия для Android-планшетов. Версия для Apple iPhone проходит проверку в AppStore. Также вышло обновление для четвёртой версии браузера, 4.3, в котором появились идентичный 6.0 дизайн и кнопка «Поделиться». Однако на телефонах с низкой производительностью заметны увеличение отзывчивость интерфейса и чуть быстрой скорость работы что говорит об оптимизации работы приложения.

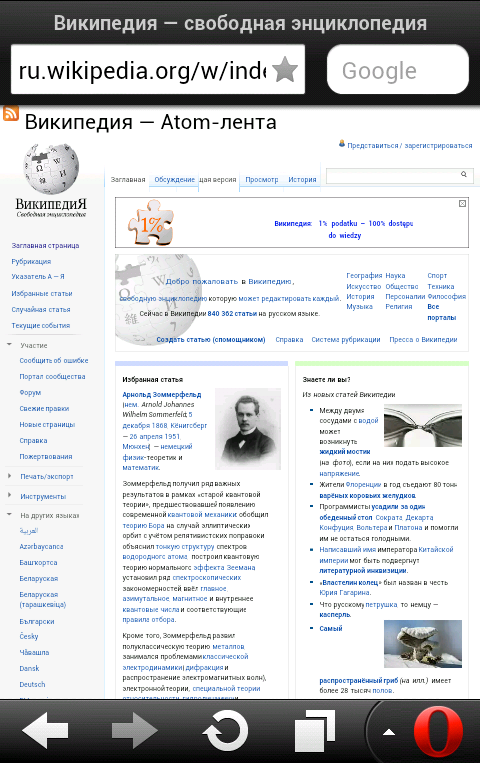
Opera Mini 7 для платформ Android и iOS

28 марта 2012 года вышла стабильная версия Opera Mini 7 для платформ Android и iOS. Реализована функция Smart Page, при помощи которой можно получать быстрый доступ к социальным сайтам: просматривать обновления на них и общаться с друзьями. Кроме этого, на «умной» странице будут показываться новости, прогнозы и другая информация, подобранная автоматически, в зависимости от интересов пользователя. Второе нововведение — возможность использования неограниченного числа сайтов на Экспресс-панели. Для пользователей, работающих с Opera Mini на устройствах с Android, включено аппаратное ускорение, благодаря чему перемещение по странице происходит более плавно.
9 мая 2012 года компания Opera Software официально объявила о выходе мобильного браузера Opera Mini в специальной версии для фирменной мобильной платформы Samsung bada. Скачать мобильное приложение можно с официального репозитория производителя через приложение Samsung Apps. Мобильный браузер доступен только для смартфонов под управлением bada 2.0 и выше. Скачать и установить апплет можно также при помощи специальной программы Samsung Kies. Кроме того, Opera Mini появилась и в разделе Samsung Apps для устройств под управлением Google Android.
20 сентября 2012 года Opera Software представила Opera Mini 7.5 для платформы Android. В этой версии появилась интегрированная стартовая страница, ранее доступная в java-версии браузера. Стартовая страница предоставляет доступ к наиболее посещаемым пользователем ресурсам, может отображать обновления из социальных сетей и обеспечивать функциональность RSS-агрегатора. Настройки браузера позволяют заменить стартовую страницу на экспресс-панель.
20 ноября 2012 года Opera Software выпустила новую версию браузера Opera Mini 7.1 для платформ J2ME и BlackBerry. Помимо исправлений ошибок и улучшений стабильности работы браузера, в данной версии появился новый, переработанный менеджер загрузок, открывающий новые возможности работы с загружаемыми на телефон файлами, будь то документы, музыка, видео и любые другие данные. Также обработка загруженных файлов стала намного удобнее, чем раньше. На платформе BlackBerry доступ к файлам обеспечивается прямо из браузера, а владельцы устройств на базе J2ME смогут выбирать — открывать файл в установленном на телефоне медиаплеере или сохранять в памяти телефона.
15 декабря 2014 года были отключены серверы, обеспечивающие работу Opera Mini до третьей версии включительно. При этом перед отключением при загрузке любой страницы в верху её отображалось предупреждение на жёлтом фоне: «After 8 years of active service, the Opera Mini 3 servers will be decommissioned on December 15th. Please go to m.opera.com and upgrade to a more recent version. Thank you for staying with us» («После 8 лет предоставления обслуживания серверы Opera Mini 3 будут выведены из эксплуатации 15 декабря. Пожалуйста, перейдите на m.opera.com и обновитесь до последней версии. Спасибо, что остаётесь с нами.»

## Принципы работы
Браузер доступен в виде приложения J2ME и способен работать на телефонах, поддерживающих как MIDP 1, так и MIDP 2.
На данный момент является доминирующим браузером для мобильных устройств, поддерживающих платформу J2ME. Используя Opera Mini, пользователь имеет возможность просматривать с телефона любые WAP- и WWW-страницы аналогично тому, как это делается при помощи полноценного браузера. Вид страниц весьма мало отличается от оригинального. Кроме того, браузер позволяет читать и подписываться на RSS каналы.
Opera Mini обрабатывает весь контент через прокси-сервер Opera Software, на которых происходит переформатирование веб-страниц в формат, подходящий для небольших экранов. Происходит сжатие данных (по официальным заявлениям — вплоть до 90 %), что позволяет ускорить процесс передачи в 2 раза, и страницы доставляются на языке разметки OBML (Opera Binary Markup Language Архивная копия от 21 мая 2009 на Wayback Machine).

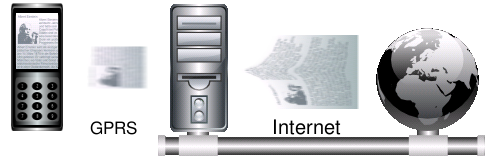
Когда пользователь просматривает веб-страницы с помощью Opera Mini, запрос отправляется через General Packet Radio Service (GPRS) на один из прокси-серверов компании Opera Software. Сервер обрабатывает страницу, сжимает её и посылает обратно на мобильный телефон пользователя.

По умолчанию Opera Mini открывает только одно соединение с прокси-серверами, а позже это соединение используется повторно. Оно также позволяет серверам реагировать на изменения в закладках, хранящихся на сервере Opera Link.
Компания Opera Software имеет более 100 прокси-серверов для обработки трафика. 
Opera Mini оказала значительное влияние на развитие средств мобильной связи, так как стирает прежнее важнейшее различие между смартфонами и обыкновенными телефонами. А за счёт использования специального прокси-сервера достигается значительная экономия трафика по сравнению со встроенными браузерами телефонов или смартфонов.

## Режимы отображения страниц

### Полноэкранный режим
«Полноэкранный режим», «Desktop rendering mode», установлен по умолчанию для устройств с экранами больше, чем 128 пикселей. В этом режиме страницы отображаются практически так же, как и в настольной Оpera, за тем исключением, что браузер всё-таки постарается уместить блоки с текстом по ширине экрана, чтобы исключить появление горизонтального скролла. В устройствах с сенсорным экраном можно нажимать на части экрана, чтобы увеличить фрагмент страницы. Стрелками управления на клавиатуре телефона можно перемещать виртуальный курсор.
Если мобильное устройство поддерживает CSS, то браузер использует его, а если нет, то браузер преобразовывает текстовую разметку, чтобы текст не выходил за границы экрана.

### Small-Screen Rendering
Этот режим просмотра предназначен для мобильных устройств с экраном в 128 пикселей в ширину или меньше. Весь текст на странице располагается в один вертикальный столбец (то есть без появления горизонтального скролла) с возможностью прокрутки только вверх и вниз. Длинные списки и панели автоматически сжимаются. Эта функция называется «content folding». Нажатие кнопки плюс (+) позволяет просмотреть неотображённое содержание. В этом режиме изображения сужается до параметров, не превышающих 70 % от размера экрана в любом направлении.
Переключиться в мобильный режим можно в настройках браузера.
В настольной версии браузера также есть возможность просмотра веб-страницы в этом режиме (пункт меню Вид → Маленький экран). Это позволяет веб-разработчикам создавать сайты, корректно отображающиеся на портативных устройствах.

## Поддержка JavaScript
Opera Mini частично поддерживает JavaScript. Перед появлением страницы на экране выполняются все команды JavaScript, на это требуется не более двух секунд. Это позволяет прокси-серверу произвести операции по выполнению на странице JavaScript. Если не заблокированы всплывающие окна, то они будут заменять предыдущую страницу.
Opera Mini на Android полностью поддерживает JavaScript (не считая режима экстремальной экономии)

## Особенности
Браузер получает страницы, специально подготовленные для показа на мобильном устройстве. Первостепенные преобразования делает скрипт на прокси-сервере компании Opera Software. На этапе отправки страниц конечному пользователю сервер сжимает страницы путём:
- выполнения JavaScript-кода и преобразования CSS на сервере;
- преобразования всех тегов в собственный формат;
- сжатия «на лету» изображений, использованных на запрашиваемой web-странице;
- оптимизации страницы для показа на экране мобильного устройства.
- GZip-сжатия в MIDP 2 версии.

Информация об автоматическом удалении кода баннеров не имеет подтверждений, но в некоторых случаях рекламные баннеры могут быть непреднамеренно удалены или скрыты в связи с особенностями обработки скриптов и CSS.

## Награды
- Выбор редакторов журнала PC Magazine — 2008[46],
- Sony Ericsson Content Award for «Productive Mobility» 2007 года[47],
- GetJar «Mobile Application of the Year Award» 2007 года[48],
- Mobile Gala «Лучшая программа для мобильных телефонов» 2005 и 2006 год[46]
- CHIP.de Digital Lifestyle Award 2006 года[46].

## Интересные факты
В начале февраля 2012 года в Туркменистане были заблокированы многие анонимайзеры, в том числе браузер Opera Mini, с помощью которых можно было посетить заблокированные сайты.
Интернет жёстко цензурируется, блокируется всё, что критично относится к туркменской власти.
В настоящее время браузер Opera Mini заблокирован для пользователей двух мобильных операторов, представленных в Туркменистане: национального оператора Altyn Asyr и дочернего российского МТС-Туркменистан.

## Модификации
Русскоязычные пользователи имеют возможность использовать неофициальные моды от российского программиста DG-SC (недоступная ссылка), расширяющие функциональность официальной версии Opera Mini.
Расширенная функциональность модификации привела к увеличению времени запуска программы и незначительному, по сравнению с оригинальной версией, замедлению его работы, что заметно на не очень мощных мобильных телефонах.